# Robert Thren
Robert Ludwig Heinrich Thren (* 4. Mai 1909 in Lahr/Schwarzwald; † 26. Oktober 1995 in Radebeul) war ein deutscher Biologe und Arzneimittelforscher, Begründer der Radebeuler Penicillin-Produktion und Nationalpreisträger der DDR.

## Leben
Nach Abitur am Badischen Gymnasium in Lahr 1928, Studium der Naturwissenschaften in Heidelberg und Freiburg i. Br. sowie Promotion in Heidelberg 1933 arbeitete Robert Thren erst am Botanischen Institut in Stuttgart sowie dann am Institut für Pflanzenbau und -züchtung der Universität Halle.
Er zog 1938 nach Radebeul, um dort als Leiter der Botanischen Abteilung für das Biologische Institut von Madaus auf dem Gebiet der Arzneipflanzen und an mikrobiologischen Problemen zu forschen. Während des Zweiten Weltkriegs führte Thren Experimente zur Herstellung von Penicillin durch. Ab 1945 war er dort der Institutsleiter, während das Unternehmen zum VEB Pharmazeutische Werke Madaus Radebeul umfirmierte. Er baute die ostdeutsche Penicillinproduktion auf, die über die DDR hinaus auch den Ostblock versorgte.
Ab 1948 verantwortete er dort die Naturstoffforschung. Diese ging am 1. April 1951, nach Vereinigung mit dem enteigneten Dresdner Stammhaus der Gehe & Co. (VEB Heilchemie), im Biologischen Institut des VEB Arzneimittelwerk Dresden auf, dessen Wissenschaftlicher Leiter Thren wurde. 1961 folgte die Forschungsleitung für die gesamte dortige Naturstoffforschung.
Nach seiner Habilitation 1948 im Fach Phytopathologie in Halle-Wittenberg war er dort nebenamtlich von 1949 bis 1955 Dozent. Von 1956 bis 1969 war Thren weiterhin nebenamtlich Professor für Technische Mikrobiologie der TH Dresden.
Ab 1964 war Thren dann auch noch Vorsitzender des Direktoriums im Wissenschaftlich-technischen Zentrum für Arzneimittel, Labor- und Feinchemikalien der VVB der Pharmazeutischen Industrie der DDR. Von 1967 bis 1974 kam die Position des Direktors des Instituts für Arzneimittelforschung Radebeul hinzu.
Robert Thren erhielt 1955 für seine wissenschaftlichen Leistungen den Nationalpreis der DDR und 1974, anlässlich des Erreichens des Rentenalters, den Vaterländischen Verdienstorden. Da Thren als Geheimnisträger eingestuft war, wurde ihm ein Reisepass verweigert, sodass er nicht wie andere seines Alters seine badische Heimat in Westdeutschland besuchen konnte. Erst im Alter von 70 Jahren wurde ihm ein DDR-Reisepass zugeteilt.
Thren und seine gleichalte Frau, die ursprünglich aus dem Stuttgarter Raum stammte und an der POS Oberlößnitz unterrichtete, wohnten zuletzt im Gärtnerhaus von Haus Sorgenfrei in Radebeul-Oberlößnitz. Das kinderlose Ehepaar fand seine letzte Ruhe in der Gemeinschaftsurnenanlage des Heidefriedhofs.